# Clupeoides papuensis
Clupeoides papuensis là một loài cá trong họ Clupeidae. Chúng được tìm thấy ở vùng ven biển Tây Papua của Indonesia và Papua New Guinea.